# テジクッパ

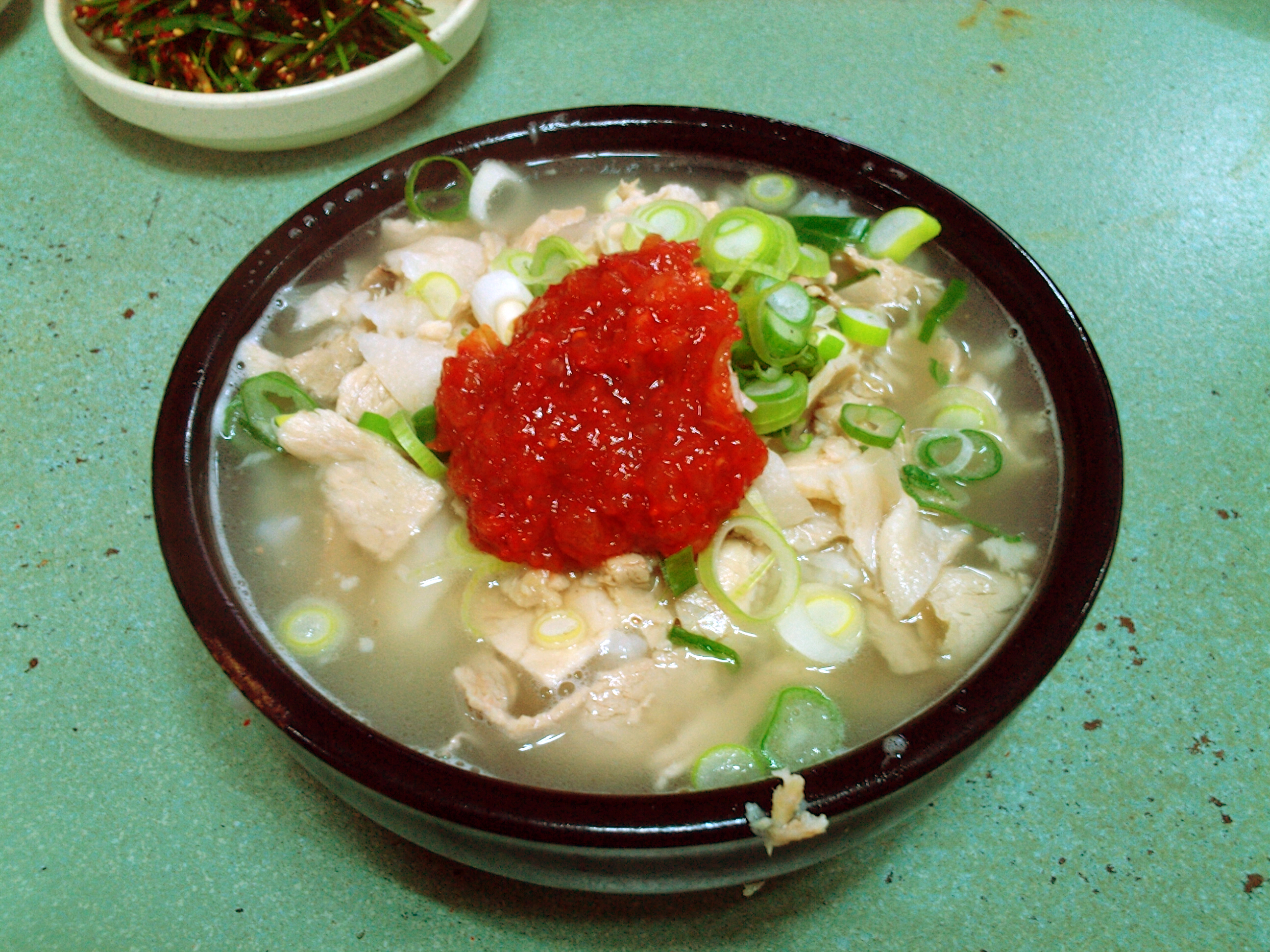
テジクッパ

テジクッパ（朝: 돼지국밥、中: 豬肉湯飯）は韓国・釜山で産まれた豚肉のクッパ料理である。

## 概要
テジ（돼지）は朝鮮語で豚の意味で、文字通り豚肉のクッパである。
白飯に煮豚の切り身を添え、濃厚に煮出した豚骨スープをかける。タテギとセウジョッ、ニラで味を調えて食する。
テジクッパの由来には諸説ある。朝鮮半島北部で食されていたソルロンタンのクッパが朝鮮戦争の避難民によって釜山周辺にもたらされ、当時牛が入手困難であったため豚で代用されたという説、博多の豚骨ラーメンとのフュージョン料理であるという説などである。